# La Loire de Candes Saint Martin à Mosnes
La Loire de Candes Saint Martin à Mosnes este o arie protejată (sit de importanță comunitară — SCI) din Franța întinsă pe o suprafață de 5.556 ha, integral pe uscat.

## Localizare
Centrul sitului La Loire de Candes Saint Martin à Mosnes este situat la coordonatele 47°20′46″N 0°28′49″E / 47.34611°N 0.48028°E.

## Înființare
Situl La Loire de Candes Saint Martin à Mosnes a fost declarat arie specială de conservare în baza directivei 92/43 din 1992 referitoare la conservarea habitatelor naturale și a faunei și florei sălbatice pentru a proteja 19 specii de animale.

## Biodiversitate
Situată în ecoregiunea atlantică, aria protejată conține 12 habitate naturale: Păduri aluvionare cu Alnus glutinosa și Fraxinus excelsior (Alno-Padion, Alnion incanae, Salicion albae), Păduri mixte riverane de Quercus robur, Ulmus laevis și Ulmus minor, Fraxinus excelsior sau Fraxinus angustifolia, de-a lungul marilor râuri (Ulmenion minoris), Lacuri eutrofice naturale cu vegetație de tip Magnopotamion sau Hydrocharition, Cursuri de apă de la nivel de câmpie la nivel montan, cu vegetație Ranunculion fluitantis și Callitricho-Batrachion, Pajiști uscate seminaturale și facies de acoperire cu tufișuri pe substraturi calcaroase (Festuco-Brometalia) (* situri importante pentru orhidee), Liziere de ierburi înalte hidrofile de câmpie și de nivel montan până la alpin, Pajiști calcaroase din nisipuri xerice, Păduri pe pante, grohotișuri și ravene de Tilio-Acerion, Ape stătătoare oligotrofe până la mezotrofe, cu vegetație de Littorelletea uniflorae și/sau de Isoëto-Nanojuncetea, Râuri cu maluri nămoloase cu vegetație de Chenopodion rubri p.p. și Bidention p.p., Fânețe de joasă altitudine (Alopecurus pratensis, Sanguisorba officinalis), Vegetație psamofilă uscată cu pășuni deschise de Corynephorus și Agrostis.
La baza desemnării sitului se află mai multe specii protejate:
- mamifere (5): castor (Castor fiber), liliac cărămiziu (Myotis emarginatus), liliac comun (Myotis myotis), liliacul mare cu potcoavă (Rhinolophus ferrumequinum), liliacul mic cu potcoavă (Rhinolophus hipposideros)
- nevertebrate (5): croitorul mare al stejarului (Cerambyx cerdo), rădașcă (Lucanus cervus), fluturele purpuriu (Lycaena dispar), Ophiogomphus cecilia, Unio crassus
- pești (9): Alosa alosa, Alosa fallax, zvârluga (Cobitis taenia), zglăvoacă (Cottus gobio), Cottus perifretum, Lampetra fluviatilis, Petromyzon marinus, boarță (Rhodeus amarus), somonul (Salmo salar)

Pe lângă speciile protejate, pe teritoriul sitului au mai fost identificate 12 specii de plante, 1 specie de nevertebrate.